# إيزابيل راندولف
إيزابيل راندولف (بالإنجليزية: Isabel Randolph) هي ممثلة أمريكية، ولدت في 4 ديسمبر 1889 في شيكاغو في الولايات المتحدة، وتوفيت في 11 يناير 1973 في بربانك في الولايات المتحدة.

## أعمال

### أفلام
- ظلال من الشك

## وصلات خارجية
- إيزابيل راندولف على موقع IMDb (الإنجليزية)
- إيزابيل راندولف على موقع قاعدة بيانات برودواي على الإنترنت (الإنجليزية)
- إيزابيل راندولف على موقع قاعدة بيانات الفيلم (الإنجليزية)